# Johannes Grob
Johannes oder Johann Grob (* 16. September 1643 in Oberglatt, heute Gemeinde Flawil; † 1. April 1697 in Herisau; heimatberechtigt in Enzenschwil (später Grobenentschwil, heute Gemeinde Flawil, ab 1690 in Herisau)) war ein Schweizer Dichter und Epigrammatiker.

## Leben
Grob stammte aus einer wohlhabenden Familie aus dem Weiler Enzenschwyl (heute Grobenentschwil) in der Gemeinde Flawil in der damaligen Grafschaft Toggenburg bzw. im heutigen Kanton St. Gallen. Er war ein Sohn von Johannes Grob, Amtmann und Landeskommissär. Er heiratete Katharina Ziegler, Tochter von Adrian Ziegler, Arzt in Gais. Nach seiner Jugendzeit an seinem Geburtsort war er im Jahr 1658 Schüler des Gymnasiums Zürich. Von 1661 bis 1664 war er Soldat bzw. Musketier in der Leibgarde des sächsischen Kurfürsten Johann Georg II. in Dresden. Anschließend reiste er nach Paris, Bremen, Hamburg, London und in die Niederlande. 1664 übernahm er die väterliche Leinwandhandelsfirma und wurde Landeskommissär im Toggenburg.
In seiner Heimat griff er auf Seiten der evangelischen Toggenburger in die Auseinandersetzungen mit dem Fürstabt von St. Gallen ein. Nach diesen Konflikten lebte er ab 1674 mit seiner Familie bis zu seinem Tode in Herisau in Appenzell Ausserrhoden. Dort war er als Diplomat tätig und bis zu seinem Tod Mitglied des Grossen Rats. Er hatte das Amt als Bauherr und als Armenpfleger inne.
Sein literarisches Werk umfasst vor allem satirische Gedichte, insbesondere Epigramme. So war er Autor von zwei Epigrammsammlungen mit den Titeln „Dichterische Versuchsgabe“, erschienen 1678, und „Reinholds von Freyenthals Poetisches Spazierwäldlein“, aus dem Nachlass publiziert im Jahr 1700. Die politische Schrift „Treugemeinter Eydgnössischer Auffwecker“ hatte er 1689 unter dem ähnlichen Pseudonym „Ernst Wammund von Freyenthal“ veröffentlicht. Häufig wiederkehrendes Thema ist der Kampf für die deutsche und gegen die französische Kultur, insbesondere die Expansionsbestrebungen Ludwigs XIV.  Für diesen patriotischen Einsatz wurde er von Kaiser Leopold I. geadelt.

## Werke (Auswahl)
- Dichterische Versuchsgabe.  Basel 1678
- Treugemeinter Eydgnössischer Auffwecker. o. O., 1688 u. ö. online
- Poetisches Spazierwäldlein, 1700
- Epigramme.  Nebst einer Auswahl aus seinen übrigen Gedichten, hrsg. von Axel Lindqvist. Hildesheim 1991 (Ndr. d. Ausg. 1929)